# بولوتنوئه
شهر بولوتنوئه (به روسی: Болотное) در کشور روسیه و در استان نووسیبیرسک واقع شده‌است.